# Änne Perl
Anna Josefine Perl, gen. Änne (Pseudonym: Sölvy) (* 31. August 1897 in Köln; † 3. November 1970 in Trier) war eine deutsche katholische Schriftstellerin und Dichterin.

## Leben und Wirken

### Herkunft und Familie
Anna Josephine Perl war eine Tochter des Militärkantinenpächters Johann Perl (* 17. September 1862; † 12. Mai 1905) und dessen Ehefrau Susanne, geb. Gutmann (* 6. Juli 1868; † 11. August 1961). Anlässlich ihres 25. Todestages erschien im Trierer Bistumsblatt Paulinus ein Beitrag. Demzufolge war der Vater Johann Perl Unteroffizier, hatte 12 Jahre gedient und nahm nach Ende seiner aktiven Laufbahn ein Angebot an, in einem zivilen Dienstverhältnis, als Pächter einer Militärkantine, der Reichswehr verbunden zu bleiben. Weiter wurde berichtet, dass Änne Perl ihren Verlobten im Ersten Weltkrieg verloren hatte, was sie überaus stark beeinflusste und sie so versuchte, dies in literarischer Form zu verarbeiten.
Sie war das jüngste von vier Geschwistern. Ihre älteren Geschwister waren Gertrud, Maria und Bertha Perl.

### Schriftstellerische Tätigkeit
Neben ihrem Beruf als Sekretärin und auch später noch widmete Perl sich der schriftstellerischen Tätigkeit als Autorin und Dichterin.
Nach ihrem ersten Buch Der feurige Wagen: Geschichte einer Kindheit, das 1938 erschienen war, arbeitete sie nach Ende des Zweiten Weltkriegs als freie Schriftstellerin. Es folgten 10 weitere Bücher und bis um das Jahr 1963 publizierte sie noch zahlreiche kleinere Beiträge, die das „erstaunlich breitgefächerte literarische Werk“ abrundeten.
Unter ihrem Pseudonym Sölvy verfasste sie eine große Zahl an Büchern, die hohe Auflagen erreichten und bezeugen, wie gut sie die Menschen ihrer Zeit ansprach. Wie es hieß, drückte sie ihre Frömmigkeit und ihren Glauben in unvermittelter Sprache aus und setzte somit wichtige Akzente und Leitlinien in einer Zeit, als dies als unpopulär galt.

„Irgendwo fängt in jedem Menschenleben jene Verlassenheit an,
in der uns nichts erreicht, kein Wort, kein Trost, kein Freund.
In dieses grenzenlose Alleinsein geht nur einer mit,
und das ist Gott.“

## Publikationen (Auswahl)
- Der feurige Wagen: Geschichte einer Kindheit, mit Zeichnungen von Anneliese Planken, Freiburg: Herder 1938. OCLC 73623736
- Der singende Pfeil: Ein Buch in Briefen, Freiburg: Herder 1940. OCLC 73623724
- Die eherne Treue: Brief an einen Gefallenen, Freiburg: Herder 1943.
- Hymnus auf die neun Chöre der Engel, Bonn: Schwippert 1946. OCLC 73623706
- Der Zauberspiegel, Bonn: Schwippert ca. 1946. OCLC 74797196
- Fritz Buschmann: Lourdes: Stadt der Bernadette, Wallfahrt zu einem verborgenen Mittelpunkt der Welt, mit Änne Perl und Ernst Günther Bleisch, Saarbrücken, Oberaudorf am Inn: Raumbild-Verlag 1949.
- Der Silberbogen: Ein Buch in Briefen für junge Menschen, Zürich: Verlag der Arche 1949.
- Das Lourdes Erlebnis, mit einem Geleitwort von Manfred Hörhammer, Meitingen bei Augsburg: Kyrios-Verlag 1949. OCLC 252388427
- Kleinod des Herzens: Ein Buch in Briefen, Stuttgart Kepplerhaus 1951. OCLC 73623709
- Tessiner Tagebuch, Stuttgart Kepplerhaus 1953. OCLC 720197091
- Gefährten der Seele, Stuttgart Kepplerhaus 1955. OCLC 73623699
- Pilgerin auf endlosen Strassen: Leben der seligen Mutter Placida Viel von Saint-Sauveur-le-Vicomte, Stuttgart Kepplerhaus 1961. OCLC 36291860